# 永野綾沙
永野 綾沙（あやさ嬢、ながの あやさ、1988年5月13日 - ）は、日本のヴァイオリニスト。即興クリエイターヴァイオリニスト。東京生まれ。8歳でヴァイオリンを学び始める。桐朋女子高等学校音楽科を経て、桐朋学園大学音楽学部に入学。数々のコンクールでの受賞歴やメディア出演歴をもち、ソロ・室内楽おいても日本国内のみならず、海外でも活動している。

## 来歴
東京生まれ、幼少期を神奈川県横浜市から福岡県に移り住み幼少期を過ごす。桐朋学園大学音楽学部附属子供の為の音楽教室で3歳からソルフェージュを始める。5歳の頃にはそこでピアノを習い始め、現：篠崎ミュージックアカデミー北九州校にて8歳からヴァイオリンを習い始める。
ただ家庭環境が複雑で、母親が未婚の母であり、実の父とは一度も会ったことがなく祖父母に育てられながら幼少期を過ごす。幼少期の送り迎えは祖父母が付き添ってくれ、その後の進路は、桐朋女子高等学校音楽科ヴァイオリン専攻を経て、桐朋学園大学音楽学部に入学し、大学を中退後20歳で祖父母の養子になる。
28歳の時、出生時のトラブルが原因で、注意欠陥・多動性障害（ADHD）、広汎性発達障害と診断される。就労支援施設への慰問演奏や被災地支援などの活動を続け、個人としても数々のコンクールでも実績を残し続けている。
2015年から2018年まで、影絵劇団「かしの樹」にて宮内淳らと全国の小学校を訪問し、ピアノトリオでミニコンサートを開催。2015年から現在まで、都内を中心に操り人形とのパフォーマンスを定期的に行っている。
- 国際芸術協会 審査員（弦楽器、管楽器）。
- 元 演奏表現学会 正会員
- 全日本ピアノ指導者協会（ピティナ）演奏会員

### 師事歴
ヴァイオリン
- 篠崎永育
- 永峰高志
- 篠崎功子
- 篠崎史紀

ヴィオラ
- 瀬川純子

ピアノ
- 永田郁代
- 吉田洋子
- 小田裕之

## プロフィール
出典：
- 第7回九州音楽コンクールにて金賞及び最優秀賞受賞。
- イムカ国際音楽コンクール[10]第1位（ボスニア・ヘルツェゴビナ）。
- メディチ国際音楽コンクール[11]室内楽部門【デュオ、ピアノトリオ】第3位（イギリス）。
- ロイヤルサウンド音楽コンクール[12]《秋季》第２位 及び聴衆賞受賞（カナダ）。
- 21st Century Talents Music Competition[13] アンサンブル部門《秋季》第1位（カナダ）。
- 2021年 クララ・シューマン国際音楽コンクール室内楽部門第3位（ドイツ）。
- 2022年 チャールストン春の音楽コンクールデュオ部門第1位（アメリカ）[14]。

他、全日本学生音楽コンクールなどのコンクールにおいても多数受賞、功績を残している。
- ソロや室内楽を中心に、バレエ、大道芸や八百屋マルシェとのコラボレーションで全国各地にて公演を行っており、これまでに東京ディズニーランド、さいたまスーパーアリーナ、東京タワーなどでの公演にも多数出演[15][16]。
- 即興クリエイターヴァイオリニストとして数々のFMラジオ、 ABEMA（旧：Abema TV）に番組ゲストとして出演。
- 2017年5月、本田美奈子.の十三回忌記念として初舞台化された『minakoー太陽になった歌姫ー』（総合芸術：高杉敬二、主演：田村芽実）BGMにて、ヴァイオリニストを務める。
- 2018年12月 - 1月 マレーシアにて開催された『JAPAN EXPO ASIA 2018』[17]に出演し、即興パフォーマンスを披露。
- 2019年10月 演奏表現学会「基礎演奏表現研究会」にて『ベートーヴェン:ヴァイオリンソナタ第9番《クロイツェル》』を論文発表し演奏を披露。
- 2022年12月 ピティナ・ピアノステップ（竹の塚冬季地区）にて世界初の試みとなる、弦楽トリオとピアノによる「華麗なるソナチネの楽しみ」企画を実施。
- 2023年6月 エストニアで行われた音楽祭『Classical Hugs』にて、ソリストディプロマを授与される。

## 人物
愛称である『お嬢』の由来は、中学校時代にドラマ『ごくせん』が流行り、中学の授業で『ごくせん』のドラマを撮影することになり、主役のヤンクミ役を務めることになった。それ以来、中学校の教師からも『お嬢』と呼ばれていた。とメディア内で公言していた。
- 小学校2年生の頃からオペラに夢中になり、特にテノール歌手フランシスコ・アライサの大ファン。その推し具合は、小学校時代に好きな芸能人の名前を書いた際に、フランシスコ・アライサ、キャスリーン・バトルなどのオペラ歌手たちの名前を書いて同級生たちから驚かれるほど。好きなオペラは『ドン・ジョヴァンニ』『魔笛』『後宮からの誘拐』『ホフマン物語』『フィデリオ』など。
- 5歳からピアノをやっており、現在でもピアノ伴奏も行っている。気になるピアノコンサートがあると聴きに行っており、好きなピアニストは、グレン・グールド、ウラディミール・ホロヴィッツ、リリー・クラウス、アルフレート・ブレンデル、ブルーノ・カニーノ、アレクサンダー・ガジェヴ、梯剛之。

## メディア歴
出典：
- 2006年 - ラジオ『むさしのFM』特集「発信!わがまち・武蔵野人」にて、モーツァルト作曲 ヴァイオリンソナタ第40番 KV.454を披露。
- 2007年 - ポップスユニット「Lynx」のメンバーとして日本テレビの着うたランキング1位獲得。
- 2013年1月 - TBS『Nスタ』特集「Nトク 仰天!“激せまシェアハウス“」にて、クライスラー作曲 愛の悲しみを披露[23]。
- 2013年5月 - ラジオ『FMうらやす』特集「RPURE LILY WHITE SONGS～純粋で穢れのない音楽～」番組ゲストとして出演。
- 2014年10月 - ラジオ『FMうらやす』特集「茅弓陽菜＆美杏の3heart STATION」番組ゲストとして出演。
- 2015年 - 東京タワー展望台内で行われた『東京タワーclub 333』にて、ソロ及びオペラとのコラボを披露。『お台場TV』に放映される。同年、さいたまアリーナで開催された『ツール・ド・フランス』にて、大道芸との演奏パフォーマンスを披露。後日、読売新聞にて提載される。
- 2015年12月 - 調布FM 『快傑!なんじゃそら委員会』にて、元あやまんJapanの生田晴香と共演。
- 2017年 - 音楽レーベル『Cascine』（アメリカ、イギリス）より自ら手掛けたストリングスとボーカルとのコラボ楽曲がリリースされ、アメリカやヨーロッパのラジオにおいて楽曲が放送される。
- 2017年10月 - ABEMA（旧：Abema TV） 元SKE48の柴田阿弥による『柴田阿弥の金曜 The NIGHT』番組ゲストとして出演。
- 2018年2月 - Amazon Prime Videoで放送された海外ドラマ『Mozart in the Jungle』シーズン4にて、ヴィオラ首席奏者として出演。
- 2018年12月 - 『JAPAN EXPO TV』に番組ゲストとして出演（マレーシア）。
- 2020年12月 - ソチ（ロシア）にて放送された特別番組『有名な音楽家たちによるベートーヴェン生誕250周年記念』にて、オペラとのトリオで『ベートーヴェン作曲 交響曲第9番（抜粋）』を披露。
- 2022年2月 - ピティナ・ピアノステップ（竹ノ塚冬季地区）にて世界初の試みとなる、室内楽企画『ブルクミュラー特集！』を実現させ、ピティナ会報『Our Music』に掲載される。
- 2022年6月 -アルバム『あやさ嬢コレクション』をリリース。（ピアノ:ユーリ・コシェバートフ）
- 2023年1月 鳥越アズーリFM『きのっぴ〜の大人相談室31』番組ゲストとして出演し、イラストレーターとの即興パフォーマンスを披露。併せて、パーソナリティーの印象に合わせた即興演奏も披露。
- 2023年3月 ショートムービー「もしも、この国にしょうゆがなかったら。」（協賛：キッコーマン）BGMにて、ヴァイオリンソロを披露。